# Palaeoloxodon namadicus
Palaeoloxodon namadicus és una espècie extinta de mamífer proboscidi de la família dels elefàntids que visqué durant el Plistocè a Àsia, des de l'Índia (on es descobrí per primera vegada) fins al Japó, i que també visqué a Sri Lanka. La part específica del nom procedeix de Namadus, antic nom grec del riu Narmada.

## Descripció
Algunes autoritats el consideren una subespècie de Palaeoloxodon antiquus a causa de les semblances en els ullals. La seva estructura cranial també era diferent de la d'un elefant modern. L'agrupació d'aquest gènere té el suport de sinapomorfies cranials amb altres espècies de Palaeoloxodon. Investigacions posteriors suggeriren que P. namadicus es pot distingir de P. antiquus pels seus ossos de les extremitats menys robusts i el seu crani més robust.
Es creu que P. namadicus s'extingí fa uns 24.000 anys, cap al final del Plistocè. Se n'han trobat fòssils comparativament recents de fa 56.000 anys a la plana del Ganges, a l'Índia. El 2015, un estudi basat en una extensa investigació de fòssils fragmentaris d'ossos de la cama suggerí que P. namadicus podria haver estat el mamífer terrestre més gros de la història.
Diversos estudis han intentat estimar la mida de P. namadicus i d'altres proboscidis prehistòrics, generalment utilitzant comparacions de la longitud del fèmur i el coneixement de les taxes de creixement relatives per estimar la mida dels esquelets incomplets.
Un esquelet parcial trobat a l'Índia el 1905 tenia ossos de la cuixa que probablement feien 165 cm quan eren complets, cosa que suggereix una alçada a la creu de 4,5 metres per a aquest individu.
Se'n trobaren dos ossos parcials de la cuixa al segle xix, que haurien fet 160 cm quan eren complets. Es deia que un fragment de la mateixa localitat era gairebé un quart més gros. Després, l'anàlisi volumètrica donà una estimació de mida de 5,2 metres d'alçada a la creu i un pes de 22 tones.